# Крепостная артиллерия
Крепостная артиллерия — совокупность артиллерийских систем и вспомогательного оснащения, предназначенного для обороны фортификационных сооружений при крепостях и постоянно состоявшего у них на вооружении.
После Первой мировой войны оборонительная роль крепостей в военном деле значительно снизилась и крепостная артиллерия утратила своё значение.

## Исторический очерк
Изначально, в течение XIV—XV веков артиллерийские огневые средства в основном применялись для решения задач по обороне и осаде укреплённых населённых пунктов. По мере совершенствования конструкций артиллерийских орудий и организационных форм их применения крепостная артиллерия оформилась как отдельный вид артиллерийских войск, который в различных странах имел ряд исторических особенностей.
Появление русской крепостной артиллерии относят к XVI веку, однако законченную штатную организацию она получила только в начале XVIII века после того, как количество и качество артиллерийских средств было формальным образом установлено для каждой крепости в зависимости от её важности в оборонной системе страны. И. Д. Беляев показал в своём труде на примере отдельных актов (памяти, отписки, наказы и других) Пушкарского приказа, как собиралась в XVII веке в поход артиллерия Русского войска, из каких орудий она состояла (по документам Смоленского похода 1632—1634 годов). Автор отметил, что акты показывают ко времени царствования Михаила Федоровича уже существовало деление «огнестрельного наряда» на «крепостной», «осадной» и «полковой».
С этого момента она стала называться гарнизонной артиллерией, включая в себя помимо артиллерийских рот большое количество вспомогательных команд. Размежевание гарнизонной и крепостной артиллерии вместе со службами обеспечения произошло после Крымской войны 1853—1856 годов. 1859 году было введено «Положение о преобразовании гарнизонной артиллерии», по которому гарнизонная артиллерия в крепостях была разделена на крепостную, к которой относилась орудийная прислуга, и гарнизонную, предназначенную для несения караулов и содержания артиллерийского имущества в гарнизонах, арсеналах и на заводах. Артиллерийские округа были переименованы в Округа крепостной артиллерии.
В эпоху гладкоствольного оружия характерной особенностью российской крепостной артиллерии стала многочисленность артиллерийского парка и разнообразие типов орудийных систем с различными калибрами. Во второй половине XIX века на вооружение крепостей начали поступать нарезные образцы артиллерийского вооружения. Однако отмечается, что, как правило, материальная часть крепостной артиллерии отставала от других её видов.
Опыт Первой мировой войны показал, что крепости в системе обороны не обладают необходимой устойчивостью, что, в свою очередь, в межвоенный период привело к возникновению понятий укреплённого района и укреплённой линии. В связи с этим крепостная артиллерия постепенно растеряла своё былое значение и в настоящее время упоминается только в исторической литературе.

## Качественный состав
Крепостная артиллерия объединяла собой стационарные артиллерийские системы больших калибров и подвижную артиллерию на колёсных лафетах с калибрами от малых до средних. В зависимости от конструкции и назначения стационарные системы монтировались на неподвижных тумбах или станках с поворотными платформами. В целях укрытия от огня противника артсистемы помещались в фортификационные сооружения разного рода: башни, капониры, бронеколпаки, казематы и т. п.
Организационная структура частей крепостной артиллерии обычно включала в себя батальоны и роты с артиллерийскими орудиями и дополнительным оснащением. Эти части могли сводится в бригады или полки.
Как правило, в состав крепостной артиллерии включались:
- артиллерийские орудия дальнего боя, преимущественно средних и крупных калибров,
- противоштурмовые орудия, преимущественно гаубицы средних калибров, лёгкие полевые и горные пушки,
- фланкирующие огневые средства, как правило — малокалиберные капонирные и полевые скорострельные пушки,
- вылазочные орудия, в качестве которых использовались лёгкие полевые пушки.

### В России
Впервые в России части крепостной артиллерии появились при Петре I. Номенклатура вооружения состояла из 24-, 18-, 12-, 6-, 3-фунтовых чугунных пушек, 5-, 2-, 1-пудовых и 6-фунтовых мортир, 2-х, полутора и полупудовых гаубиц (единорогов).
Для подготовки офицеров крепостной артиллерии в Офицерской артиллерийской школе, в 1886 году, был создан Крепостной отдел. Штаб-офицеры крепостной артиллерии стажировались в крепости Осовец.
На 1910 год в составе крепостной артиллерии ВС России, до проведения в них реформы, состояло:
- 4 крепостных артиллерийских полка, сведённых в две крепостные артиллерийские бригады по два полка (6-ти батальоного состава) (располагались во Владивостоке);
- 52 отдельных крепостных артиллерийских батальона (воинская часть);
- 15 отдельных крепостных артиллерийских рот (воинская часть);
- 5 вылазочных батарей (в военное время разворачиваются в 16).

В годы Первой мировой войны 1914—1918 годов на вооружении русской крепостной артиллерии находилось до 40 различных артиллерийских систем, преимущественно устаревших: пушки калибров 57—203 мм, гаубицы 122—153 мм, мортиры 152—203 мм, под задачи прикрытия крепостных рвов выделялись 57-мм капонирные скорострельные пушки.